# Podagrion abbreviatum
Podagrion abbreviatum is een vliesvleugelig insect uit de familie Torymidae. De wetenschappelijke naam is voor het eerst geldig gepubliceerd in 1930 door Cockerell.